# Żabiń
Żabiń (ukr. Жабиня, Żabynia) – wieś na Ukrainie, w obwodzie tarnopolskim, w rejonie tarnopolskim.
Do 2020 w rejonie zborowskim.